# إدوارد ميشيل
إدوارد ميشيل (بالإنجليزية: Edward Michell)‏ (15 يونيو 1853 في المملكة المتحدة - 5 مايو 1900 في نيوزيلندا) هو لاعب كريكت بريطاني (وحمل سابقاً جنسية المملكة المتحدة لبريطانيا العظمى وأيرلندا). لعب مع نادي مقاطعة هامبشاير للكريكت ‏.

## وصلات خارجية
- إدوارد ميشيل على موقع إي آس بي آن كريك إنفو (الإنجليزية)